# Croviana
Croviana är en ort och kommun i provinsen Trento i regionen Trentino-Sydtyrolen i Italien. Kommunen hade 675 invånare (2018).